# Guillermina (banda)

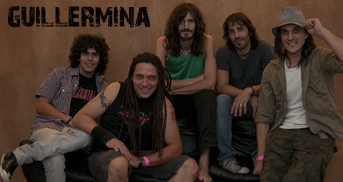
Guillermina

Guillermina es un grupo de rock independiente argentino formado en 1999. 

## Formación
El grupo se formó en la localidad bonaerense de Haedo en 1999. Sus integrantes son Gerardo Berisso (guitarra y voz), Gabriel Berisso (guitarra y coros), Daniel Suárez (bajo y coros), Juan Pablo Caruso (guitarra y teclados), Pablo Ramos (saxo) y Matías Butti (batería).
Editaron su primer disco, Guillermina, en 2001, producido por Pablo Romero, cantante de Árbol. Le siguió Ardeimperios en 2004, también producido por Romero.
En 2006, su tema "Café latinoamericano" resultó ganador del concurso Bombardeo del demo, organizado por el programa Day Tripper de la FM Rock & Pop. Ese mismo año, grabaron una versión del tema "El viejo" para Pappo versionado, disco homenaje a Pappo.
En octubre de 2011, fueron teloneros en la presentación de Guns N' Roses en el Salón Metropolitano de Rosario.
Entre marzo de 2010 y marzo de 2011 grabaron su cuarto disco, La fuente de tus colores, compuesto por doce canciones. Lo presentaron en El Teatro de Flores el 1 de diciembre de 2011.
En 2016 publicaron Canción sin permiso, álbum integrado por canciones de protesta de, entre otros, León Gieco, Facundo Cabral y Silvio Rodríguez y dos temas de su autoría.

## Integrantes
- Gerardo "Chory" Berisso: guitarra y voz
- Gabriel Berisso: guitarra y coros
- Daniel Suárez: bajo y coros
- Juan Pablo Caruso: teclados, guitarra y segundo bajo
- Mariano Sassone: batería

### Antiguos miembros
- Matías Gáspari: batería
- Santiago Bemposta: batería[4]
- Matías Cademartori: batería[2]
- Matías Butti: batería

## Discografía
- 2001: Guillermina
- 2004: Ardeimperios
- 2006: Interactivo - Documental + Temas adelanto
- 2007: Samsara[2]
- 2011: La fuente de tus colores
- 2013: Simplemente: disco en vivo, grabado en el Auditorio Oeste de Haedo
- 2014: Acirema
- 2016: Canción sin permiso